# Carl Lumbly
Carl Lumbly (n. 14 august 1952, Minneapolis, Minnesota, Statele Unite) este un actor american de film, teatru și televiziune.
Lumbly a absolvit South High School din Minneapolis și Universitatea Macalester din St. Paul. Mai demult lucra ca jurnalist în Minnesota, până când a primit o slujbă ca actor când scria un reportaj despre munca la teatru. A rămas la teatru pentru doi ani împreună cu atunci necunoscutul Danny Glover. Primul său rol semnificativ a fost ca detectivul Mark Petrie în serialul de succes Cagney and Lacey (1982-1988). A mai realizat vocea pentru Marțianul Manhunter din Justice League și Justice League Unlimited, apoi a avut un mic rol în L.A. Law. Cel mai important rol al său a fost ca Marcus Dixon în serialul american Alias (2001-2006).
Lumbly a apărut cel mai recent ca Locotenentul Daniel "Bulldog" Novacek în serialul Battlestar Galactica.

## Filme
- Caveman (1981)
- The Adventures of Buckaroo Banzai (1984)
- The Bedroom Window (1987)
- Everybody's All-American (1988)
- To Sleep With Anger (1990)
- Pacific Heights (1990)
- Brother Future (1991)
- South Central (1992)
- How Stella Got Her Groove Back (1998)
- Men of Honor (2000)
- Just A Dream (2002)

## Televiziune
- Cagney and Lacey (1982-1988)
- M.A.N.T.I.S. (1994)
- On Promised Land (1994)
- Nightjohn (1996)
- The Ditchdigger's Daughters (1997)
- Buffalo Soldiers (1997)
- The Wedding (1998)
- The West Wing (2000)
- The Color of Friendship (2000)
- Little Richard (2000)
- Justice League (2001-2004)
- Alias (2001-2006)
- Static Shock (2003)
- Sounder (2003)
- Justice League Unlimited (2004-2006)
- Battlestar Galactica (2006)